# Rudolf J. Kaltenbach

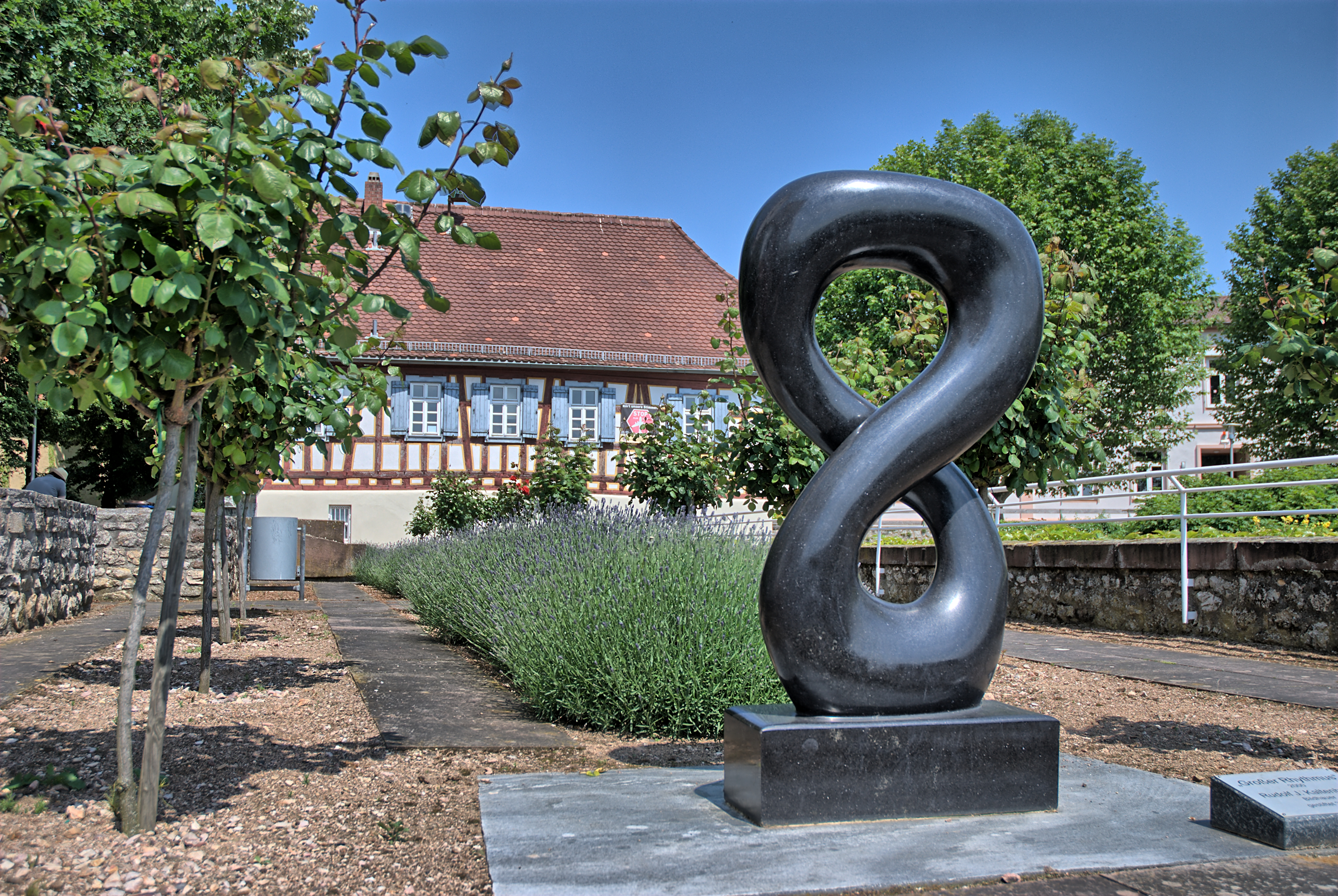
Skulptur Großer Rhythmus (2000). Hochheim am Main

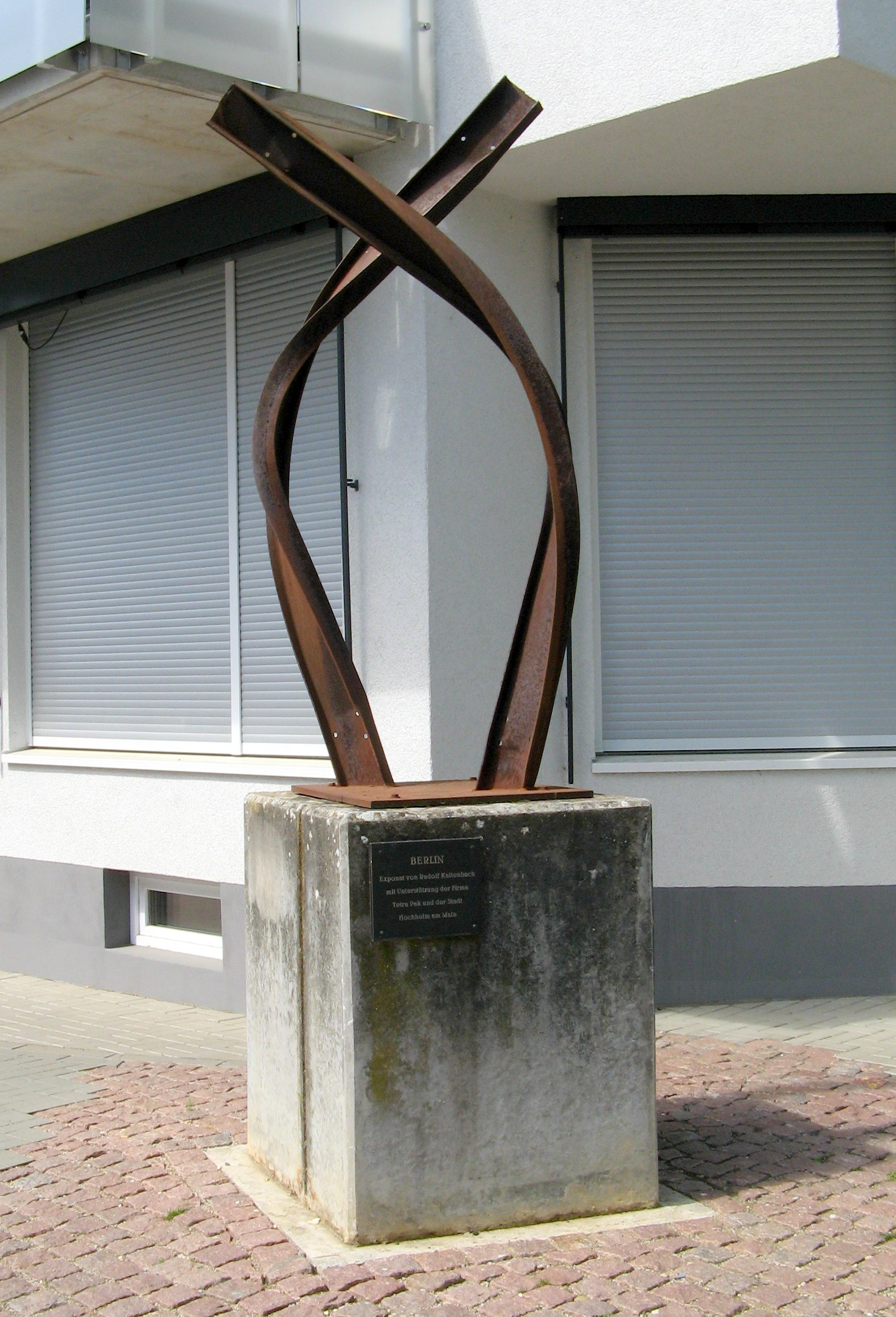
BERLIN (1989). Hochheim am Main

Rudolf J. Kaltenbach (* 1956 in Hochheim am Main) ist ein deutscher Bildhauer.

## Leben
Kaltenbach schloss 1986 ein Studium in Design an der Fachhochschule Wiesbaden mit Diplom ab. Von 1989 bis 1993 studierte er an der Hochschule der Künste Berlin Steinbildhauerei bei Yoshimi Hashimoto. Seit 1991 nahm er an zahlreichen nationalen und internationalen Bildhauersymposien teil, unter anderem in Österreich, Korea und Frankreich. Er ist – zusammen mit der Bildhauerin Silvia Fohrer – Begründer des internationalen Bildhauersymposions Steine ohne Grenzen, welches Teilstück der Europäischen Skulpturenstraße des Friedens ist.
Kaltenbach lebt und arbeitet als freischaffender Bildhauer in Berlin-Buch. Er ist seit 1986 Mitglied im Bundesverband Bildender Künstlerinnen und Künstler.

### Auszeichnungen und Wettbewerbe (Auswahl)
- 2011 Stipendium des Kulturamts Bernau bei Berlin
- 2010 Gewinner des Wettbewerbes zur Chorraumgestaltung der Kirche St. Peter und Paul, Hochheim am Main
- 2010 Publikumspreis Skulpturen im Park, Mörfelden-Walldorf
- 2004 Jahresstipendium des Bundespräsidialamtes Deutschland
- 2004 1. Preis für Skulptur beim Internationalen Bildhauersymposion in Castres / Frankreich; Auszeichnung für Bildhauerei la Cunhere du Sidobre / Frankreich
- 2001 1. Preis für Skulptur Mühlendorf Gesellschaft, Berlin
- 1994 Stipendium Kultursenat Berlin
- 1977 2. Preis für Grafik der Stadt Wiesbaden
- 2021: Bundesverdienstkreuz am Bande[2]

### Einzelausstellungen (Auswahl)
- 2009 Im Zeichen der Steine. Kirche St. Peter und Paul, Hochheim am Main[3]
- 2007 Deutsche Kulturgemeinschaft Urania Berlin e.V. in Zusammenarbeit mit der Technischen Universität Berlin Geowissenschaften
- 2007 Staatliches Museum Görlitz (zusammen mit Silvia Christine Fohrer)
- 2006 Rathaus Hochheim am Main
- 2003 Kunstforum im Mainturm, Flörsheim am Main
- 1997 Keltenmuseum und Kunstforum Hallein / Österreich
- 1996 Künstlerhof Buch der Akademie der Künste zu Berlin (ebenso 1997, 1999, 2000)
- 1994 Europacenter Kultursenat Berlin mit S. Dzubas
- 1987 Kunstkreis Wattenscheid Bochum
- 1986 Goethe-Institut Manila Philippinen

## Werk

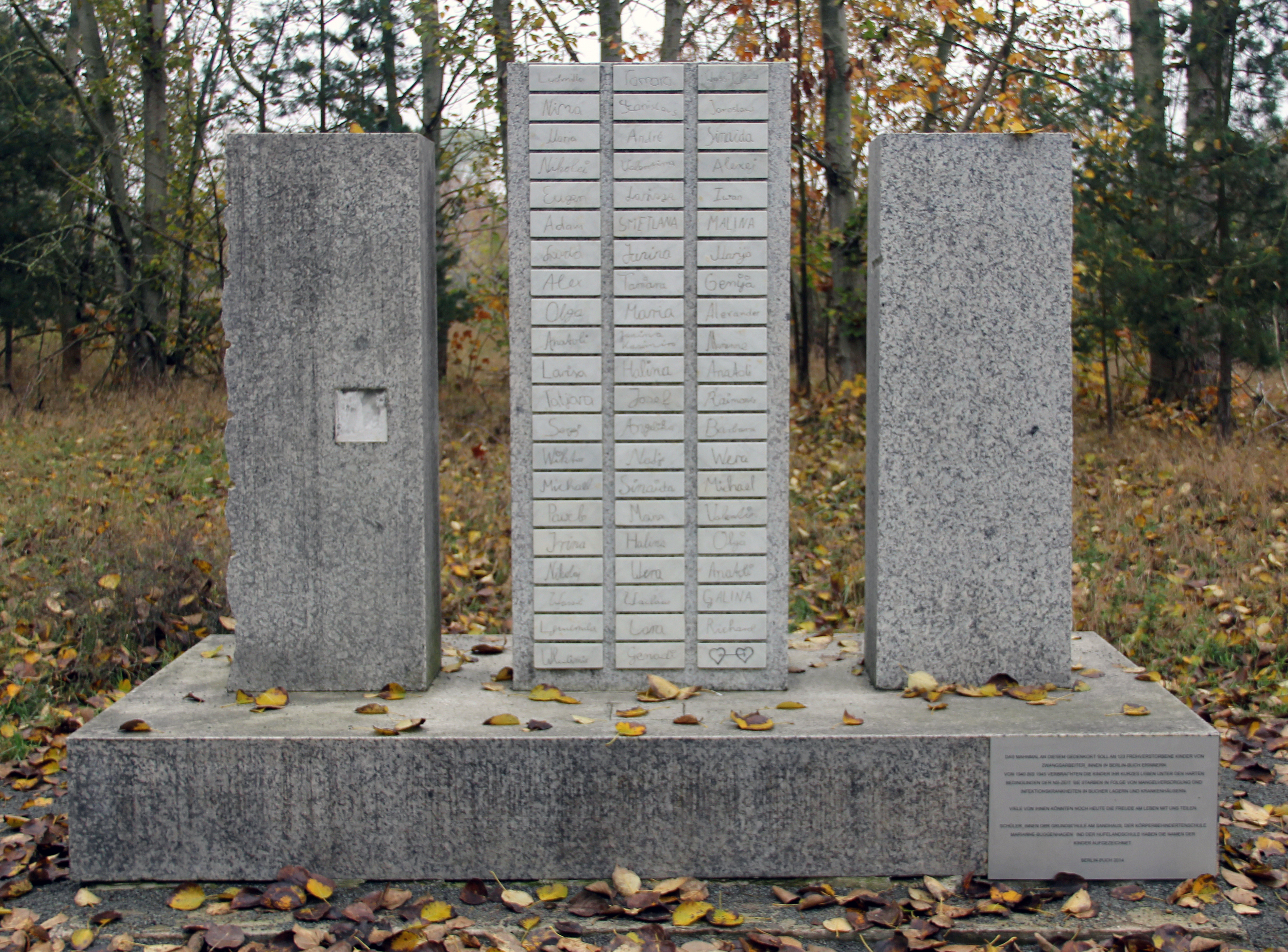
Denkmal "Kinder für Kinder", Hobrechtsfelder Chaussee, in Berlin-Buch

### Denkmalgestaltung

#### Denkmal für die Euthanasieopfer (2012)
In Zusammenarbeit mit der Bildhauerin Silvia Fohrer wurde anlässlich des Volkstrauertages 2012 das Denkmal für die Euthanasieopfer vor den ehemaligen Dr.-Heim-Heilstätten, Hobrechtsfelder Chaussee 150, Berlin-Buch eingeweiht.
Das Denkmal erinnert an rund 11000 behinderte und psychisch kranke Patienten aus den Bucher Heil- und Pflegeanstalten, die unter dem NS-Regime ab 1940 abtransportiert und in Tötungsanstalten ermordet wurden oder in Buch durch den Einsatz von Medikamenten, die zum Tod führten, starben (sogenannte "Euthanasie-Morde").
Das 1,70 m hohe, aus portugiesischem Granit und afrikanischem Nero Assoluto geschaffene Denkmal ist eine Stiftung der Psychologin Rosemarie Pumb, die zur Verstrickung der Bucher Krankenanstalten in die NS-Euthanasie forscht, von Olaf Zeuschner, Berliner Forsten, sowie Rudolf Kaltenbach und Silvia Fohrer.

#### Kinder für Kinder (2014)
Ein zweites Denkmal, Kinder für Kinder (2014), erinnert an 123 früh verstorbene Kinder von Zwangsarbeiterinnen und Zwangsarbeitern während der nationalsozialistischen Gewaltherrschaft. Die Kinder starben zwischen 1940 und 1945
infolge von Mangelversorgung und Infektionskrankheiten in Bucher Lagern und Krankenhäusern.
Das Denkmal aus Granit, Marmor, Labradorstein entstand 2014 in Zusammenarbeit mit der Bildhauerin Silvia Fohrer,
mit Unterstützung des Runden Tisches Geschichte Buch, Bezirksamt Pankow, Senatsverwaltung für Gesundheit und Soziales, Bundesprogramm „Toleranz fördern – Kompetenz stärken“ des Bundesministeriums für Familie, Senioren, Frauen und Jugend und vielen anderen. Das Denkmal ist eine Initiative von Frau Pumb, Herrn Zeuschner, Frau Fohrer und Herrn Kaltenbach. Kinder aus Schulen, die schon am 10. Internationalen Bildhauersymposion Steine ohne Grenzen beteiligt waren, schrieben die 123 Namen der damals nachweislich gestorbenen Kinder auf und fertigten auch Zeichnungen an.
Kaltenbach und die Bildhauerin Silvia Fohrer schufen das Denkmal und sie applizierten die Marmorplättchen mit den von den Kindern geschriebenen Namen, die sie in den Carrara-Marmor graviert hatten. Die Skulptur ist 2,30 m hoch. Der Granit stammt aus der St. Agnes Kirche Berlin-Kreuzberg und war drei Altare, die von der Gemeinde St. Bonifatius für das Denkmal freigegeben wurden.
Das Denkmal ist an der Hobrechtsfelder Chaussee, am Beginn der Skulpturenlinie Steine ohne Grenzen, auf der Ländergrenze zu Brandenburg, aufgestellt. Die Zwangsarbeiter arbeiteten damals in den ehemaligen Rieselfeldern,
die sich von Berlin-Buch nach Barnim erstrecken.

### Werke im öffentlichen Raum (Auswahl)
- 2015 Ursprung des Lebens. Sandstein, Hobrechtsfelder Straße, Panketal-Zepernick, Brandenburg
- 2015 Weltachse (lat. axis mundi). Schwarz-schwedischer Gabbro und Gesteine der Kontinente, Bernauer Heerweg, Panketal-Hobrechtsfelde, Brandenburg[8]
- 2013 Garten der Toleranz. Granit, Berlin-Buch, HOWOGE Wohnungsbaugesellschaft mbH
- 2012 Doppelkreuz. Portugiesischer Granit, Hobrechtsfelde, Berlin-Buch
- 2012 Erinnerung. Portugiesischer Granit und Labrador, Genfer Platz, Schwanebeck (Panketal)
- 2011 Wandlung Doppelkreuz. Spektrolith, Stadtpark Bernau
- 2010 Stein-Installation Doomsday-BWV-Himmelsband. Pitztal Österreich
- 2010 Himmelsstein. Blue Macaubas, Mörfelden-Walldorf (Exponat der Ausstellung Skulpturen im Park)[9]
- 2007 Hommage an Karl Prantl. Krastaler Marmor, Österreich
- 2006 Versöhnung. Granit, Museum Landek, Ostrava / Tschechische Republik
- 2004 Tor Brück. Finnischer Balmoral Granit, Stadtpark Brück
- 2004 Bellevue III. Tarn Granit, Castres / Frankreich, 1. Preis für Skulptur beim Internationalen Bildhauersymposion in Castres
- 2001 Großer Lichtraum. Granitfindling vom Potsdamer Platz Berlin, Berlin-Hobrechtsfelde
- 2001 Großes Himmelstor für Otto Eder. Krastaler Marmor, Krastal / Österreich
- 2000 Großer Rhythmus. Schwedisch-Schwarz Gabbro, Rosengarten Pfarrkirche St. Peter und Paul, Hochheim am Main (zuvor als Leihgabe im Hummelpark aufgestellt, 2006 der Katholischen Kirche gestiftet)[10]
- 2000 Bellevue. Drei Granitfindlinge, Eingangsbereich des U-Bahnhofs Pankow, Senat Berlin
- 1999 Bewegung. Muschelkalk Goldbank, Wiesbaden-Biebrich, GWW Wohnbaugesellschaft in Zusammenarbeit mit Landschaftsarchitekt M. Adolph, Wiesbaden
- 1999 Doppelbogen. Granit, Wiesbaden-Klarenthal, GWW Wohnbaugesellschaft in Zusammenarbeit mit Galerie Evelyn Bergner, Wiesbaden
- 1993 Bachlauf. Reinersreuth Weissenstadt / Fichtelgebirge bei Fa. Günter Henschel
- 1993 Friedensbrunnen. Diabas, Stadt Malta / Österreich
- 1989 Berlin. Stahl, Berliner Platz, Stadt Hochheim am Main

### Werke in Sammlungen (Auswahl)
- Sammlung Museum Bochum
- Hochheimer Kunstsammlung